# Инсбрукский трамвай
Инсбрукский трамвай (нем. Straßenbahn Innsbruck) — трамвайная система в Инсбруке, столице и крупнейшем городе Австрийской земли Тироль.

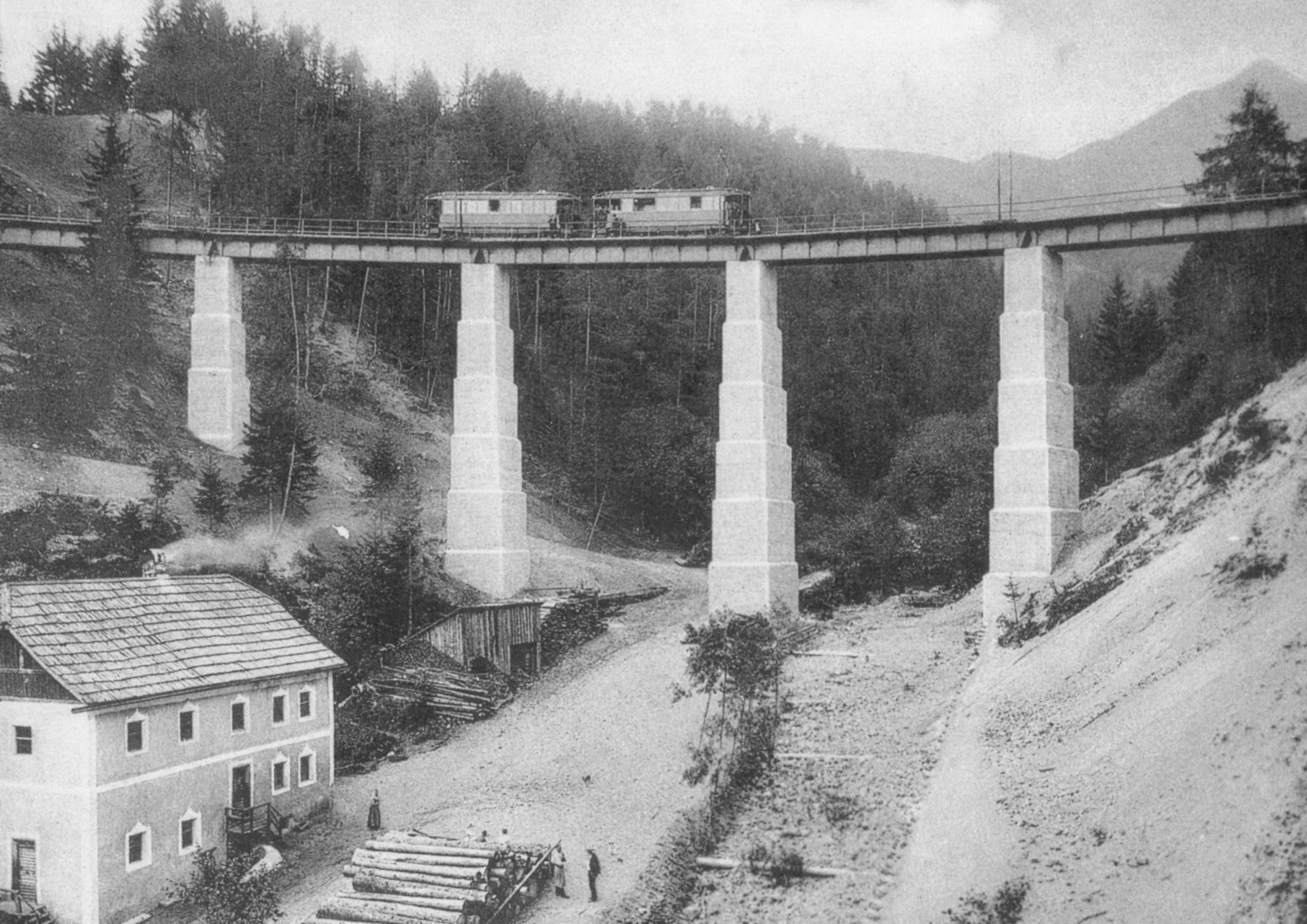
Трамваи на виадуке

Трамвайная система имеет ширину колеи 1000 мм, протяжённость 19,5 км, эксплуатируются три линии.
Концессия на строительство трамвайной линии была выдана в 1889 году. Линия была открыта 1 июля 1891 года. Эта однопутная трамвайная линия длиной 12,1 км обслуживалась паровыми трамваями. Каждый состав включал в себя небольшой танк-паровоз и три вагончика. Линия связывала вокзал Bergiselbahnhof с Инсбруком.

## Текущее состояние и планы развития
На всех линиях трамвая в Инсбруке действует единый тариф: 1,8 евро полный и 1,20 евро льготный (для детей, молодежи, пенсионеров).
Планируется заменить автобусную линию О на трамвайную. В 2008 году для планируемой новой линии были заказаны десять новых низкопольных вагонов фирмы Bombardier. К работам по строительству новой трамвайной линии приступили в начале 2010 года.